# Emirates American Football League 2013-2014
La Emirates American Football League 2013-2014 è stata la 2ª edizione del campionato emiratino di football americano di primo livello, organizzato dalla EAFL.
La finale è stata giocata Il 14 marzo 2014.

## Squadre partecipanti
| Club                | Città     | Stadio | Sponsor ufficiale |
| ------------------- | --------- | ------ | ----------------- |
| Abu Dhabi Wildcats  | Abu Dhabi |        |                   |
| Al Ain Desert Foxes | al-'Ayn   |        |                   |
| Dubai Barracudas    | Dubai     |        |                   |
| Dubai Stallions     | Dubai     |        |                   |

## Stagione regolare

### Calendario

#### 1ª giornata
| 25 ottobre 2013 | Abu Dhabi Wildcats | 27 – 7 | Dubai Barracudas |  |

| 25 ottobre 2013 | Al Ain Desert Foxes | 0 – 29 | Dubai Stallions |  |

#### 2ª giornata
| 8 novembre 2013 | Abu Dhabi Wildcats | 12 – 21 | Dubai Stallions |  |

| 8 novembre 2013 | Al Ain Desert Foxes | 9 – 17 | Dubai Barracudas |  |

#### 3ª giornata
| 22 novembre 2013 | Dubai Barracudas | 14 – 27 | Dubai Stallions |  |

| 22 novembre 2013 | Al Ain Desert Foxes | 6 – 26 | Abu Dhabi Wildcats |  |

#### 4ª giornata
| 17 gennaio 2014 | Abu Dhabi Wildcats | 14 – 28 | Dubai Barracudas |  |

| 17 gennaio 2014 | Al Ain Desert Foxes | 0 – 1 (a tavolino) | Dubai Stallions |  |

#### 5ª giornata
| 31 gennaio 2014 | Abu Dhabi Wildcats | 14 – 38 | Dubai Stallions |  |

| 31 gennaio 2014 | Al Ain Desert Foxes | 0 – 26 | Dubai Barracudas |  |

#### 6ª giornata
| 14 febbraio 2014 | Dubai Stallions | 20 – 20 | Dubai Barracudas |  |

| 14 febbraio 2014 | Abu Dhabi Wildcats | 30 – 0 | Al Ain Desert Foxes |  |

### Classifica
La classifica della regular season è la seguente:
- PCT = percentuale di vittorie, G = partite giocate, V = partite vinte,  P = partite perse, PF = punti fatti, PS = punti subiti

| Pos. | Squadra             | PCT  | G | V | N | P | PF  | PS  |
| ---- | ------------------- | ---- | - | - | - | - | --- | --- |
| 1    | Dubai Stallions     | .917 | 6 | 5 | 1 | 0 | 136 | 60  |
| 2    | Dubai Barracudas    | .583 | 6 | 3 | 1 | 2 | 112 | 97  |
| 3    | Abu Dhabi Wildcats  | .500 | 6 | 3 | 0 | 3 | 123 | 100 |
| 4    | Al Ain Desert Foxes | .000 | 6 | 0 | 0 | 6 | 15  | 129 |

## Playoff

### Tabellone
|  | Semifinali | Semifinali          | Semifinali |                    |    | II Desert Bowl  | II Desert Bowl | II Desert Bowl |  |
|  |            |                     |            |                    |    |                 |                |                |  |
|  | 1          | Dubai Stallions     | 47         |                    |    |                 |                |                |  |
|  | 1          | Dubai Stallions     | 47         |                    |    |                 |                |                |  |
|  | 4          | Al Ain Desert Foxes | 7          |                    |    |                 |                |                |  |
|  | 4          | Al Ain Desert Foxes | 7          |                    | 1  | Dubai Stallions | 13             |                |  |
|  |            |                     |            |                    | 1  | Dubai Stallions | 13             |                |  |
|  |            |                     | 3          | Abu Dhabi Wildcats | 14 |                 |                |                |  |
|  | 2          | Dubai Barracudas    | 3          | Abu Dhabi Wildcats | 14 | 0               |                |                |  |
|  | 2          | Dubai Barracudas    |            |                    |    |                 |                |                |  |
|  | 3          | Abu Dhabi Wildcats  | 40         |                    |    |                 |                |                |  |

### Semifinali
| 28 febbraio 2014 | Dubai Stallions | 47 – 7 | Al Ain Desert Foxes |  |

| 28 febbraio 2014 | Dubai Barracudas | 0 – 40 | Abu Dhabi Wildcats |  |

### II Desert Bowl
| 14 marzo 2014 | Dubai Stallions | 13 – 14 | Abu Dhabi Wildcats |  |

## Verdetti
- Abu Dhabi Wildcats Campioni degli Emirati Arabi Uniti 2013-2014